# Chrysops tidwelli
Chrysops tidwelli är en tvåvingeart som beskrevs av Philip och Jones 1962. Chrysops tidwelli ingår i släktet Chrysops och familjen bromsar.
Artens utbredningsområde är Florida. Inga underarter finns listade i Catalogue of Life.